# M 12 (звёздное скопление)
M 12 (также известно как M 12 или NGC 6218) — шаровое звёздное скопление в созвездии Змееносца.

## История открытия
Было открыто Шарлем Мессье 30 мая 1764 года.

## Интересные характеристики
Удалённое на 3° от M 10, M 12 находится на расстоянии 16 000 световых лет от Земли и составляет в диаметре 75 световых лет. Ярчайшие звезды M 12 имеют видимую звёздную величину 12m. Для шарового скопления концентрация звёзд M 12 невысока, поэтому одно время M 12 считалось плотным рассеянным созвездием. В нём было открыто 13 переменных звёзд.

## Наблюдения

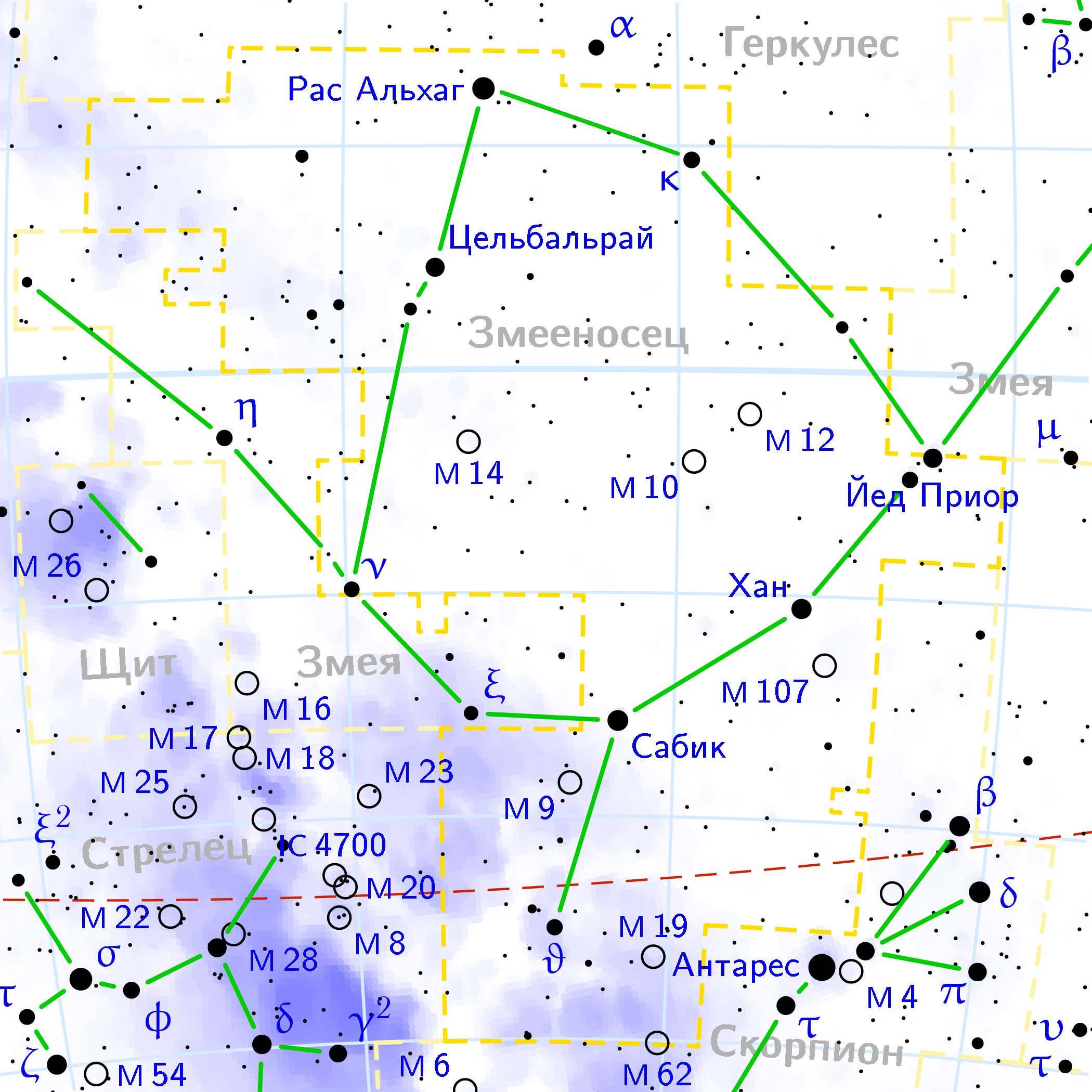
М 12 в Созвездии Змееносца

Это скопление лежит к западу от центра летнего созвездия Змееносца. При помощи бинокля его легко найти ориентируясь по карте. Но для детального наблюдения и сравнения с соседним шаровым скоплением M 10 лучше использовать телескоп с апертурой от 150 мм. М 12 более «рыхлое» скопление и похоже на рассеянное. Скопление окружено довольно яркими звёздами фона.

### Соседи по небу из каталога Мессье
- M 10 — ближайший сосед — шаровое скопление в 7 градусах на юго-восток:
- M 107 — (к югу) менее концентрированное шаровое скопление;
- M 14 — (на восток) вдвое более далёкое и соответственно менее яркое шаровое скопление;
- M 5 — (далеко на запад, в Змее) одно из самых ярких шаровых скоплений северного неба

### Последовательность наблюдения в «Марафоне Мессье»
…M 5 → M 57 → M 12 → M 10 → M 107…